# Ragbi klub Čelik
Ragbi klub Čelik je ragbijski klub iz Zenice.
Klupsko sjedište je u Zenici. 
Igralište je na Kamberovića polju. 
Osnovan je 1972. godine, a prvi predsjednik bio je Nezir Odić.

## Klupski uspjesi
"Zlatno razdoblje" ovog kluba je bilo 1980-ih godina, kad su postali 7 puta prvaci SFRJ.
- prvenstva SFRJ:  1981/82., 1982/83., 1983/84., 1984/85., 1985/86., 1986/87., 1989/90.

6 puta osvajači kupa, dvaput prvaci BiH (stanje u studenom 2006.),